# ليون روبرتس
ليون روبرتس (بالإنجليزية: Leon Roberts)‏ هو لاعب كرة قاعدة أمريكي، ولد في 22 يناير 1951 في فيكسبورغ في الولايات المتحدة.